# Ruriks skepp
Ruriks skepp är ett monument och fontän i Norrtälje, Roslagen

## Symbolism
Vikingaskeppet på toppen av monumentet ska likna skeppet som Rusen Rurik seglade till nuvarande Ryssland med och skapade Kievrus.
Skeppet pekar åt Öster eftersom Ryssland ligger i öster.